# Моје друго ја
Моје друго ја је деби студијски албум српске поп-фолк певачице Јелене Костов, издат 2018. године за Гранд продакшн. Издат је у тиражу од 3000 примерака. Албум је садржао само четири нове песме, док су остало били бонус синглови објављивани раније. За велики број песама постоје музички спотови, а неке песме су радили Марина Туцаковић и Драган Брајовић Браја.

## Списак песама
| №   | Назив                 | Трајање |  |
| 1.  | Моје друго ја         | 4:08    |  |
| 2.  | Памети збогом         | 3:50    |  |
| 3.  | Ничија земља          | 4:00    |  |
| 4.  | Да је дан ко година   | 3:07    |  |
| 5.  | Она не зна за мене    | 3:20    |  |
| 6.  | 1005                  | 3:17    |  |
| 7.  | Бићу јача             | 4:16    |  |
| 8.  | Нагле промене         | 3:00    |  |
| 9.  | Луда еуфорична        | 3:40    |  |
| 10. | Себична               | 3:23    |  |
| 11. | Одлазите сви          | 3:35    |  |
| 12. | Хеј, српски причам ти | 3:04    |  |
| 13. | Воли ме и чувај ме    | 3:28    |  |
| 14. | Љубав права           | 3:41    |  |
| 15. | Очи пропалице         | 4:01    |  |
| 16. | Седам година          | 4:10    |  |
| 17. | Нисам била спремна    | 3:23    |  |